# 徳島県道283号和食勝浦線
徳島県道283号和食勝浦線（とくしまけんどう283ごう わじきかつうらせん）は、徳島県那賀郡那賀町から勝浦郡勝浦町に至る一般県道である。

## 概要
那賀郡那賀町和食郷から勝浦郡勝浦町大字生名に至る。

### 路線データ
- 起点：那賀郡那賀町和食郷（国道195号交点）
- 終点：勝浦郡勝浦町大字生名（徳島県道16号徳島上那賀線交点）
- 総延長：8.742 km[1]

## 歴史
- 1995年（平成7年）4月1日 - 認定

## 路線状況

### 重複区間
- 徳島県道19号阿南鷲敷日和佐線（阿南市大井町）

### 道路施設

#### 橋梁
- 水井橋（那賀川、阿南市）

## 地理

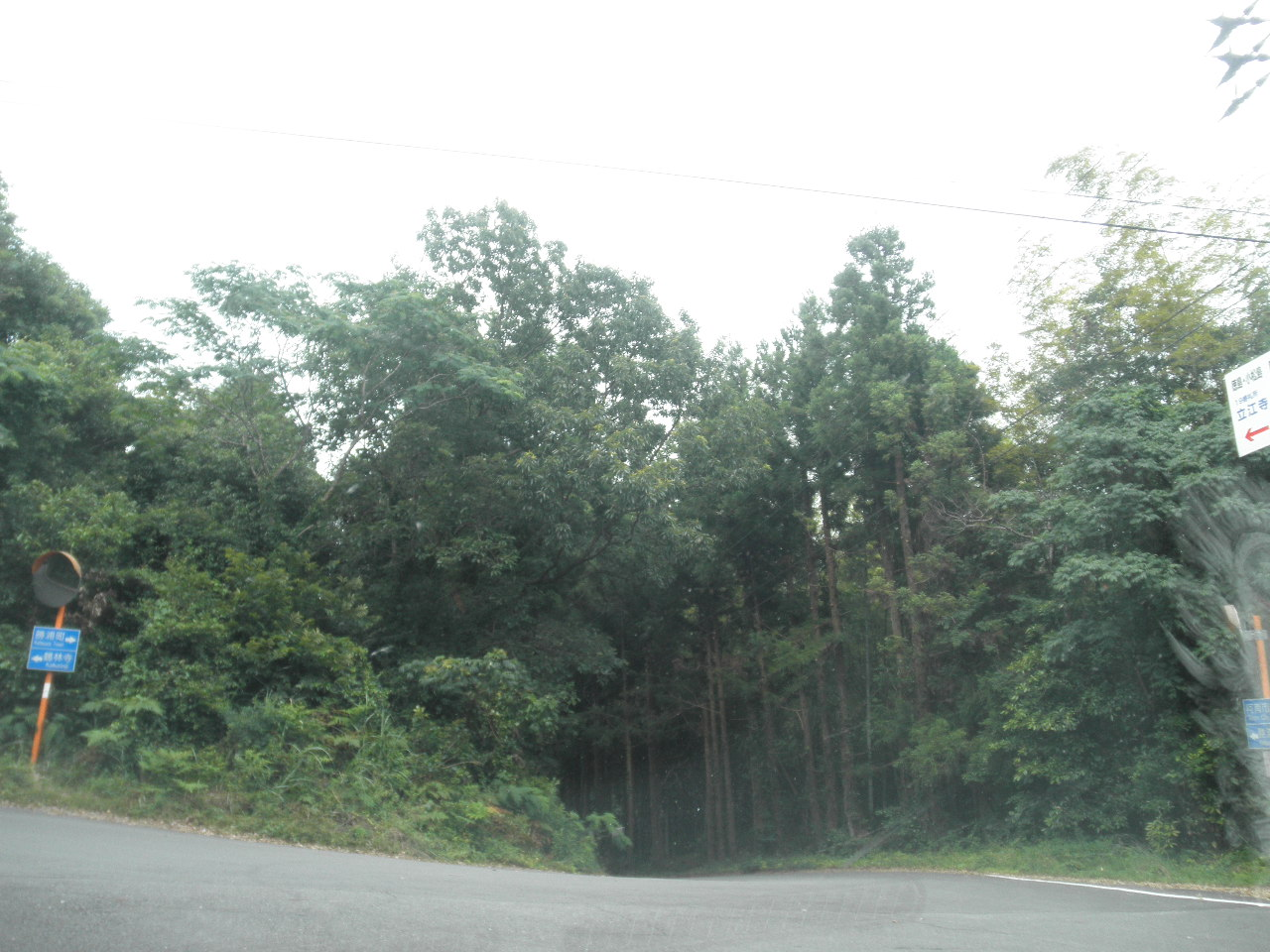
鶴峠

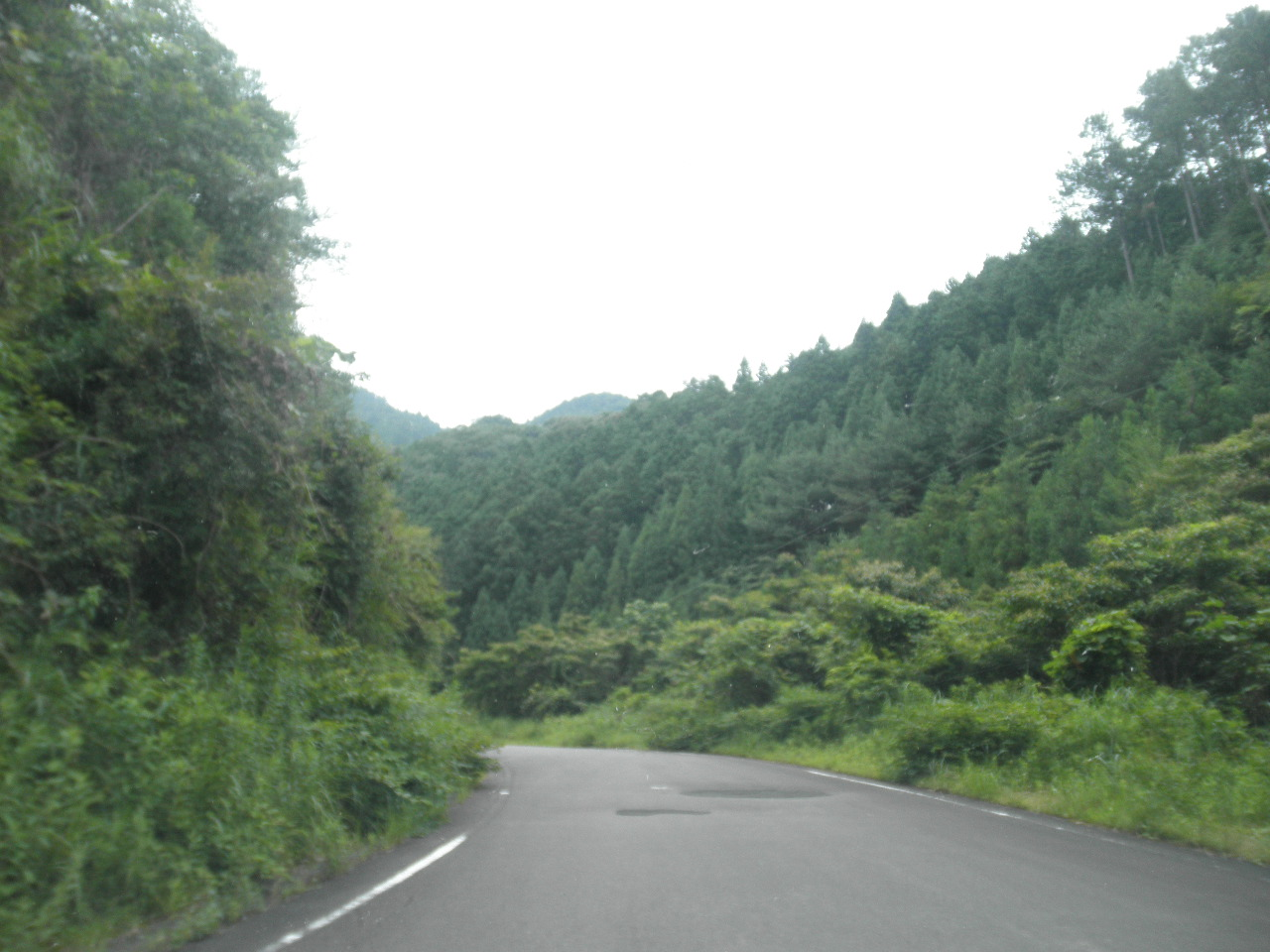
ほとんどの区間でこの道幅のように狭い区間である。
阿南市大井町で撮影

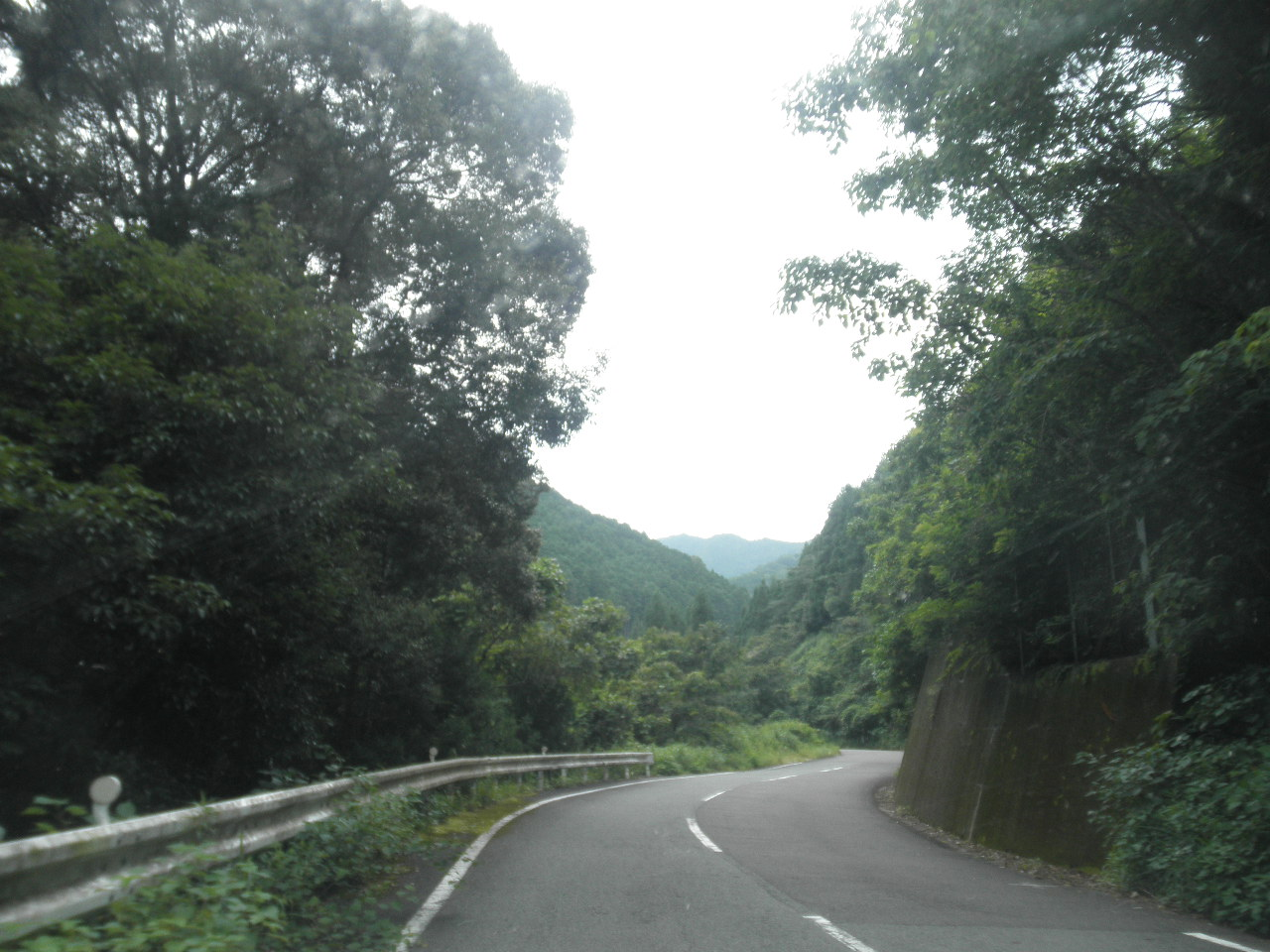
ほとんどの区間で道が狭いがこの道路のように2車線の道も確保されている。
阿南市大井町で撮影

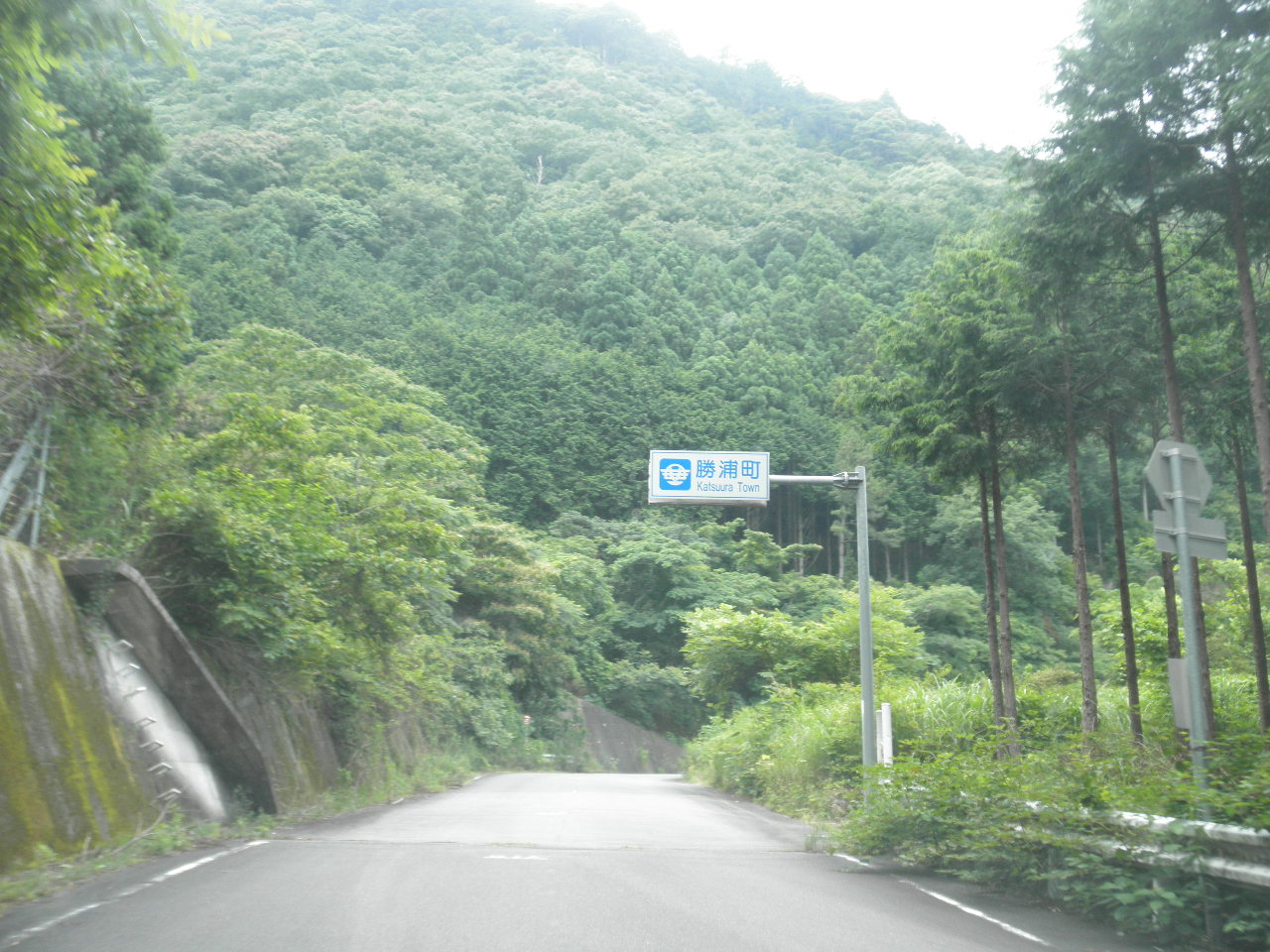
阿南市と勝浦郡勝浦町の境界に設置されているカントリーサインは、勝浦郡勝浦町内に設置されているものとしては唯一町章入りのものとなっている。
阿南市大井町と勝浦郡勝浦町生名の境目で撮影

阿南市と勝浦郡勝浦町の境界に設置されているカントリーサインは、勝浦郡勝浦町内に設置されているものとしては唯一町章入りのものとなっている。

### 通過する自治体
- 徳島県
  - 那賀郡那賀町 - 阿南市 - 勝浦郡勝浦町 - 阿南市 - 勝浦郡勝浦町

### 交差する道路
| 交差する道路                              | 市町村名 | 市町村名 | 交差する場所 | 交差する場所 |
| ----------------------------------------- | -------- | -------- | ------------ | ------------ |
| 国道195号                                 | 那賀郡   | 那賀町   | 和食郷       | 起点         |
| 徳島県道282号大井南島線                   | 阿南市   | 阿南市   | 水井町       |              |
| 徳島県道19号阿南鷲敷日和佐線 重複区間起点 | 阿南市   | 阿南市   | 大井町       |              |
| 徳島県道19号阿南鷲敷日和佐線 重複区間終点 | 阿南市   | 阿南市   | 大井町       |              |
| 徳島県道146号鶴林寺線                     | 勝浦郡   | 勝浦町   | 大字生名     |              |
| 徳島県道16号徳島上那賀線                  | 勝浦郡   | 勝浦町   | 大字生名     | 終点         |

### 沿線
- 中山川
- 那賀町立鷲敷小学校
- 那賀川
- 道の駅鷲の里
- 鷲敷ライン
- 太龍寺ロープウェイ
- 太龍寺 - 四国霊場第二十一番札所、阿南室戸歴史文化道
- 若杉山遺跡
- 鶴林寺 - 四国霊場第二十番札所
- 生名谷川
- 徳島県立勝浦高等学校

### 峠
- 鶴峠（阿南市 - 勝浦郡勝浦町）